# Jake Parks
Jake Parks (Huntington Beach, ...) è un giocatore di football americano statunitense che gioca come right tackle per gli Helsinki Roosters.
Dopo aver giocato per la squadra universitaria degli UC Davis Aggies ha firmato nel 2024 con i finlandesi Helsinki Roosters.